# Oțelu Roșu
Oțelu Roșu é uma cidade da Romênia com 13.128 habitantes, localizada no distrito de Caraș-Severin.